# Atol Ontong Java
O atol Ontong Java ou Luangiua é um dos maiores atois na Terra. Também recebe o nome Lord Howe que não se deve confundir com a Ilha de Lord Howe no leste da Austrália. 
Administrativamente Ontong Java pertence às Ilhas Salomão, como parte da periferia da província de Malaita, que constitui a zona mais setentrional deste estado, a mais de 250 km a norte da Ilha de Santa Isabel. 
A terra mais próxima, contudo, é a do atol Nukumanu, que se situa a apenas 38 km a norte da ponta norte de Ontong Java e que está sob administração da Papua-Nova Guiné. 
Ontong Java tem mais ou menos forma de bota. O tamanho total do atol é de 1400 km², mas só tem 12 km² de terra, repartidos por 122 pequenas ilhas, na sua maioria terras baixas de formações de coral, e a altitude máxima é de apenas 13 metros. Aproximadamente 1800 pessoas vivem no atol, 1100 na ilha de Luaniua no extremo oriental e cerca de 700 em Pelau no nordeste. 

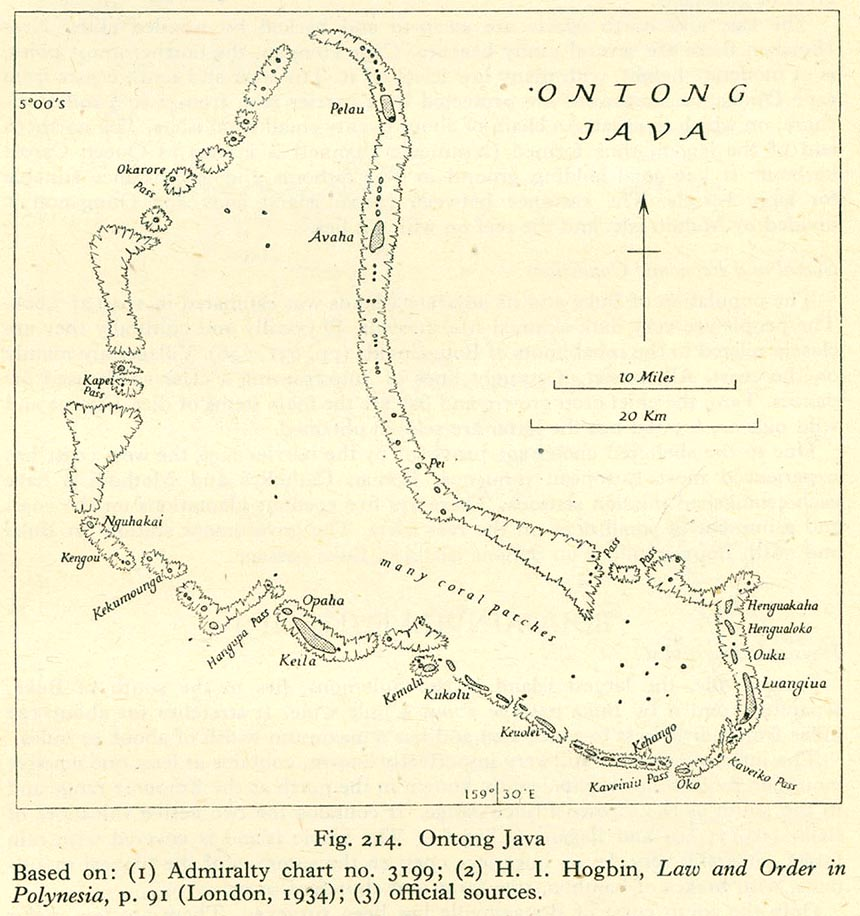
Carta náutica histórica do atol Ontong Java

As ilhas foram habitadas por polinésios, aproximadamente há 2000 anos. O primeiro avistamento europeu verificável foi feito por Abel Tasman em 1643, que a chamou Ontong Java. Contudo, não foi senão em 1791 que os europeus pisaram pela primeira vez as ilhas (um inglês chamado John Hunter, que o chamou atol de Lord Howe). Em 1893 as ilhas foram anexadas pela Alemanha e posteriormente cedidas à Grã-Bretanha em 1899. 
Hoje em dia os habitantes do atol têm uma economia de subsistência através do cultivo do coco e de taro (raiz), bem como da pesca. Até à proibição em 2005, a principal fonte de rendimentos era dos pepinos-do-mar e das conchas de Trochus, que eram enviadas para Hong Kong. Os habitantes também estão envolvidos na produção de copra. Há um prolífico número de aves marinhas. 